# Istrorumuni

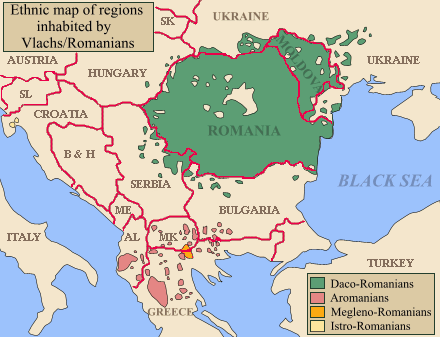
Kolorem kremowym oznaczono region zamieszkany przez Istrorumunów

Istrorumuni (istr. Vlaşi, Rumâni, Rumâri; chorw. Ćiribirci, Ćići) – nieliczna grupa etniczna zamieszkująca chorwacką Istrię, posługująca się językiem istrorumuńskim z grupy języków wschodnioromańskich. Liczebność (szacunkowa) – 1,2 tys. osób.
Osób pochodzenia istrorumuńskiego mieszka na Istrii kilka tysięcy, ale większość z nich identyfikuje się z innymi grupami etnicznymi. Liczebność Istrorumunów według włoskiego spisu powszechnego z 1921 wyniosła 1644 osoby, według chorwackiego spisu powszechnego z 1991 wyniosła 811 osób (oprócz tego 22 osoby zadeklarowały się jako Morlachowie). Istrorumuni zamieszkują kilkanaście wsi we wschodniej Istrii chorwackiej, z których największe to Žejane (istr. Jeiǎn, 140 mieszkańców), Šušnjevica (istr. Şuşńieviţe, Susńieviţa), Nova Vas (istr. Noselo), Jesenovik (istr. Sucodru), Kostrčani (istr. Costârceån), Letaj (istr. Letai), Grobnik (istr. Grobenjco) i Brdo (istr. Bârdo). Ich obecność tam jest poświadczona od 1329. W odróżnieniu od wszystkich innych etnosów wołoskich Istrorumuni są wyznania rzymskokatolickiego. Językiem istrorumuńskim na co dzień posługuje się obecnie tylko około 200 osób, głównie starszych, co oznacza, że język ten niedługo zaniknie. Nie mają własnych instytucji kulturalnych ani szkół - jedyna w dziejach szkoła istrorumuńska istniała w okresie międzywojennym pod władzą Włoch. Obecny stan jest wynikiem długotrwałej wymuszonej asymilacji za czasów Jugosławii, gdy wielu Istrorumunów wyemigrowało do innych krajów, przede wszystkim do USA.
Pochodzenie Istrorumunów jest niejasne. Według konkurencyjnych hipotez Istrorumuni pochodzą: 
- od osadników rumuńskich, którzy w XIV wieku przywędrowali z Siedmiogrodu na Istrię opustoszałą po epidemii "czarnej śmierci". Za tą hipotezą przemawia podobieństwo języka istrorumuńskiego do rumuńskiego, znacznie wyraźniejsze, niż w przypadku arumuńskiego i meglenorumuńskiego. Teorię tę sformułowali i popierają badacze rumuńscy (Iosif Popovici, Ovid Densuşianu),
- od pasterzy wołoskich z terenów Serbii (Dakorumunów bądź Morlachów), przy czym ślady językowe wskazują, że przez jakiś czas ich grupy przebywały w północnej Dalmacji,
- od autochtonicznej ludności romańskiej, która potem zanikła na pozostałym obszarze Bałkanów (Serb Pavle Ivić),
- od wojskowych osadników rzymskich z czasów cesarza Augusta, z którymi w XV wieku połączyli się arumuńscy pasterze uciekający z południa przed Turkami (Włoch Giuseppe Lazzarini).